# Opius macedonicus
Opius macedonicus är en stekelart som beskrevs av Papp 1973. Opius macedonicus ingår i släktet Opius och familjen bracksteklar. Inga underarter finns listade i Catalogue of Life.